# Katja Dürkop
Katja Dürkop (* 4. Oktober 1968) ist eine  ehemalige deutsche Handballspielerin.

## Verein
Die aus Stockelsdorf stammende Dürkop war mit 1,60 Meter Körpergröße eine der kleinsten Bundesliga-Handballerinnen zu ihrer aktiven Zeit. Die Rechtsaußenspielerin wechselte 1987 vom VfL Bad Schwartau zum Buxtehuder SV, mit dem sie 1989 in die Bundesliga aufstieg. Zwischen 1989 und 1998 traf sie in 211 Bundesligaspielen 639 mal ins gegnerische Tor, wobei sie drei Siebenmeter verwandelte. Später kehrte sie wieder zum VfL Bad Schwartau zurück. 2002 trat sie mit dem SC Buntekuh aus Lübeck in der 2. Handball-Bundesliga an. Mit Buntekuh stieg Dürkop 2003 in die Bundesliga auf. 2005 wechselte sie vom Eidelstedter SV, mit dem sie nach errungener Regionalliga-Meisterschaft zuvor in die Zweite Bundesliga aufgestiegen war, in die Kreisliga Neumünster/Plön nach Bad Bramstedt zum Bramstedter TS. Ein Jahr später schloss sie sich dem Bezirksligisten SG Wift an.

## Nationalmannschaft
Katja Dürkop war Mitglied der deutschen Nationalmannschaft, für die sie je nach Quellenlage 56 oder 70 Länderspiele absolvierte.